# Taraxacum phymatocarpum
Taraxacum phymatocarpum — вид трав'янистих рослин родини Айстрові (Asteraceae); циркумполярний вид півночі Північної Америки та північно-східної Азії.

## Опис
Рослини 2–12(30) см заввишки (довші при плодоношенні); багаторічні трави; з молочним соком. Має прямий гіллястий конічний корінь, спрямований вертикально вниз, з якого ростуть допоміжні корінці. Має стеблекорінь. Наземне стебло має невелику перехідну зону між коренем і базальними листям. Стебла (1)2–5, ростуть прямо вгору, червонуваті, голі. Листя зелене, в основному базальне, або базальне в розетці, щорічно вмирає і не стійке, голе. Черешки присутні або відсутні; довжиною 0–30 мм; не крилаті; голі. Листків менше 10, зазвичай горизонтальні, рідко підняті, черешки злегка крилаті, пластини ланцетні або лінійно-ланцетні, звужені при основі, 1.5–8 × 0.2–0.8(1.3) см, ослаблені при основі, краї, як правило, зубчасті, іноді неглибокі лопатеві.
Квіткові стебла без листя. Квіти зібрані в суцвіттях одиничних голів. Квіткові голови глибиною 10–20 мм, шириною 8–18 мм. Зовнішні приквітки в основному зелені (до синювато-чорного), ланцетні (широко) або яйцевиді, 3–5 мм у висоту, 1.8–2.5 мм шириною, голі. Внутрішні приквітки ланцетні (широко) висотою 12–14 мм; шириною 2.5–3 мм. Квітів на суцвіття 35–50. Квіточки блідо-жовтого кольору (іноді лимонного), іноді висихаючи рожевого кольору (зовні від сірої до фіолетової смужки), 10–12 × 2–3.1 мм. Пиляки жовті; довжиною 3.5–4 мм. Плоди сидячі, однонасінні, ланцетні звужені до основи, сплюснуті, темно-коричневі, сіро-чорні, довжиною 3.3–4.5 мм; шириною 0.9–1.1 мм. Паппус вершково-білий, 4–5.5(7.5) мм. 2n= 24, 32, 40.

## Поширення
Північна Канада, Східна й Західна Ґренландія, Аляска, Північна Азія (Таймир, Північна Земля, Найба, Острів Врангеля, Східна Чукотка). Населяє схили й береги потоків у тундрі, як правило, сухі до осушених областей, як правило, карбонатні, кам'янисті підніжжя скель, гравій, пісок, глину, відкриті гравійно-дернові вапнякові пустирі, на висотах 0–700 м.